# Friedrich Pohl (Tänzer)
George Hermann Friedrich Heinrich Pohl (* 1828 in Königsberg (Preußen); † 10. Januar 1877 in Dresden) war ein deutscher Tänzer.

## Leben und Wirken
Er war der Sohn des Intendantur-Sekretärs Johann Friedrich Pohl und dessen Ehefrau Laura. Bereits im Alter von zehn Jahren trat er in die von Selke geleitete Ballettschule ein. In Danzig setzte er seine Ausbildung bei Ballettmeister Fricke fort und beendete diese in Kassel. Er wirkte ab 1852 als Solotänzer am Königlich Sächsisches Hoftheater in Dresden und ging von 1855 bis 1861 als Ballettmeister an das Staatstheater in Hamburg und an das Staatstheater nach Breslau. 1861 kehrte er nach Dresden zurück, wo er Ballettmeister am Hoftheater wurde. Er setzt u. a. auch Stücke wie Die Willis von St. George und Corally in Szene.
Pohl starb im Alter von 48 Jahren als Königlich Sächsischen Ballettmeister i. R. in seiner Dresdner Wohnung. Er war verheiratet mit Anna Johanna Karoline geb. Döring, die einige Zeit vor ihm starb.